# 민승우
민승우(1986년 11월 3일 ~ )는 대한민국의 성우로, 2014년 대교방송 성우극회 공채 6기로 입사했다.

## 출연작품

### 애니메이션
- 고둥둥심포니 - 린사 / 코아몽
- K-pop Demon Hunters - Jinu
- 다이노 파워즈 - 동해
- 니니 뭐하니? - 스통, 아파토
- 골판지전사 WARS - 선우 / 마준
- 공룡메카드 (KBS1) - 티톤 / 용찬 아빠
  - 극장판 공룡메카드: 타이니소어의 섬 - 티톤 / 테리지노
- 펭귄의 문제 MAX - 슈나이더
- 펭귄의 문제 POW - 슈나이더
- 용맹전사 라이오거 - 오울마이티
- 쥬얼펫 스파클링 데코 (대교어린이TV) - 오자키 세이키시 (스파클링 블루) / 디안
- 레이디 쥬얼펫 (대교어린이TV) - 미노아 (미우라) / 알토
- 정글번치 정글수호대 (대교어린이TV) - 밥
- 탐험 드리랜드 2기 - 매키 / 디그라스
- 슬러그테라 - 섀도
- 트럭다운 - 크레이너, 피트
- 트로트로 - 아빠
- 깨물지롱 2기 - 라리호, 깨물지롱 할아버지, KJR, 잘난
- 울트라맨 X (대교어린이TV) - 강마루 / 김태민 / 자라브 성인 / 테르
- 위험한 녀석들 (대교어린이TV) - 걸
- 어키와 퍼키 (대교어린이TV) - 세실 / 프렌젤 / 부프 / 몰디
- 딱지왕 김태풍 - 카드파이터 / 태풍아빠 / 문방구 주인
- 내꺼야 폴록 - 숫자의 거리로 가다 (대교어린이TV) - 숫자맨
- 부탁해! 미라클캣츠 (대교어린이TV) - 송이아빠 수호
- 포켓몬스터 썬&문 (투니버스) - 일리마
- 포켓몬스터: 리코와 로드의 모험 (투니버스) - 러들로
- 원펀맨 BD - 제노스
- SPY×FAMILY - 로이드 포처
- 반요 야사히메 - 리쿠
- 원피스 - 돈키호테 로시난테
  - 원피스: 로맨스 던 - 바룬
- 4월은 너의 거짓말 BD - 요시유키
- 하이큐!! 끝과 시작 - 야마모토 타케토라 / 엔노시타 치카라
- 하이큐!! 승자와 패자 - 후타쿠치 켄지 / 엔노시타 치카라 / 세이죠 코치
- 조디악 나이츠 - 그리니
- 일하는 세포(애니맥스) - 암세포
- 드래곤 에그(KBS) - 단테
- 뱅글스쿨 (KBS) - 찰스 / 얄리
- 헬로 카봇 (KBS) - 브레이브
- 에그구그 (SBS)
- 엉뚱발랄 콩순이와 친구들 4기 - 경비아저씨
- 그녀가 공작저로 가야했던 사정 - 저스틴 샤말
- 쥐라기캅스 (MBC TV) - 쥬렉스
- 차징 탑스피너 (MBC TV) - 차도일
- 고고 다이노 (EBS) - 럭키
- 스파이패밀리 - 로이드 포저

### 특촬물
- 파워레인저 다이노소울 (대원방송) - 카나로(소울 골드) / 기사룡 프테라돈
- 엑스가리온 - 금고몬
- 울트라맨 긴가S (대교어린이TV) - 숀(빅토리)

### 극장 애니
- 미래의 미라이 - 할아버지
- 명탐정 코난(투니버스) - 불량배2(17기 17화 잔물결의 마법사 전편) / 오강민(17기 18화 잔물결의 마법사 후편)
- 구스 베이비 - 짝눈이 / 개구리/ 주방장 / 농부 / 생물 / 남자 기러기 4
- 나쁜상사
- 솔라오
- 극장판 포켓몬스터 뮤츠의 역습 에볼루션
- 쥬라기캅스 극장판: 공룡시대 대모험 - 티라노
- 극장판 SPY×FAMILY CODE: White - 로이드 포저

### TV 프로그램
- 한다면 한다! 한다맨 (대교어린이TV) - 한다맨 (목소리만)
- 애니빅리그 (대교어린이TV)
- 애니가 보인다 - 보라!보라! (대교어린이TV)

### 게임
- 다시 그리는 시간 - 예신
- 로드오브히어로즈 - 루인 마이어
- 메이플스토리 - 류드, 반 레온 (차원의 도서관: 설원의 음유시인), 남성 아델[1]
- 워너비챌린지 - 강비오
- 쿠키런: 킹덤 - 자색고구마맛 쿠키, 책방골목 올빼미
- 미해결 사건부 - 윤노아

- 원신 - 스카라무슈/방랑자

- Limbus Company - 이상, 보살치킨집 사장

- Library of Ruina - 에마, 안톤

### 드라마CD
- (보이스북) 홀리도어 ~뱀파이어의 만찬~ - 강준
- (로맨틱테이블) 로맨틱위크 Friday
- (보이스북) Another Lost -서이준 (A Fair)
- (보이스북) 어떤 기회 Other side of Holydoor - 강준
- (보이스북) 감성담백 토킹 ASMR 이맘때쯤의 기온
- (매거진 VOICE) 보이스 드라마패키지 #1 BOYS
- (테일즈샵) 과거의 여친님이 나에게 미소를 건네왔다 - 천태인
- (블룸) 슈가브레인 - Day 우지훈 / Night - 김지완
- (블룸) Summer in Bloom - 김준영
- (블룸) Winter in Bloom - 김준영
- (오디오코믹스) 보스 몹답게 행동하세요 , 스왈로우 씨 - 패트릭

### 외화
- 샹치와 텐 링즈의 전설 - 샹치(류쓰무)
- 피터와 드래곤 (극장개봉작)

## 진행
- 민승우의 Day & Night (데이앤나잇) - 진행